# Вітово (Вармінсько-Мазурське воєводство)
Вітово (пол. Witowo, нім. Gittau) — село в Польщі, у гміні Єдвабно Щиценського повіту Вармінсько-Мазурського воєводства.
Населення — 242 особи (2011).

## Демографія
Демографічна структура станом на 31 березня 2011 року:
|          | Загалом | Допрацездатний вік | Працездатний вік | Постпрацездатний вік |
| -------- | ------- | ------------------ | ---------------- | -------------------- |
| Чоловіки | 131     | 27                 | 94               | 10                   |
| Жінки    | 111     | 24                 | 64               | 23                   |
| Разом    | 242     | 51                 | 158              | 33                   |